# Nerdanel
Nerdanel é um personagem fictício de O Silmarillion, de J. R. R. Tolkien. Também conhecida como Nerdanel, a Sábia, era a filha do ferreiro noldorin Mahtan e a esposa de Fëanor.

## Biografia
Primeiros anos
Nerdanel era uma escultora habilidosa — criava estátuas tão realistas que à primeira impressão as pessoas julgavam-nas reais e, se não conhecessem a sua arte, tentavam falar com elas. Ela também esculpiu coisas da sua própria imaginação, que eram «fortes e estranhas, mas belas». Na sua juventude, Nerdanel adorava deambular pelas costas ou colinas de Aman. Numa dessas ocasiões conheceu Fëanor, e eles «foram companheiros em muitas viagens».
Muitos estranharam quando Nerdanel se casou com Fëanor, porque ela não era considerada d' «as mais belas do seu povo». Durante algum tempo, Fëanor não procurava o conselho de ninguém para além do dela, e ela conseguiu influenciar e conter o seu orgulhoso marido.
Casamento e filhos
Nerdanel teve com Fëanor sete filhos — Maedhros, Maglor, Celegorm, Caranthir, Curufin, Amrod e Amras. Normalmente, os Elfos têm quatro filhos ou menos, e por tal o tamanho da sua família era particularmente notável. Alguns dos seus filhos herdaram as suas cores, outros o seu caráter e paciência.
Quando Fëanor foi exilado para Formenos por ter desembainhado a espada contra o seu irmão, Nerdanel pediu permissão para ficar com Indis durante esse tempo. No entanto, os atos posteriores de Fëanor magoaram-na profundamente e eles acabaram por se afastar um do outro.
Quando Nerdanel, que entretanto regressara à casa do pai, soube que o marido e os filhos planeavam partir para o exílio na Terra-média, implorou a Fëanor que deixasse com ela os filhos mais novos, Amrod e Amras, ou pelo menos um deles. A resposta de Fëanor foi que, se ela não o seguisse, seria uma esposa desleal por abandonar o seu marido e os seus filhos. Independentemente da resposta, Nerdanel recusou-se a segui-lo porque ouviu o aviso de Aulë de que «ela [a rebelião] no final só levará Fëanor e todos os seus filhos à morte». Como predito, ela perdeu todos os seus filhos na Terra-média.

## Características
Apesar do seu pai (cujo nome significava "raposa") ser especificamente conhecido por ter uma cor de cabelo invulgar para um Noldo — cabelo ruivo ou castanho acobreado — ela tinha cabelo castanho. Através dela, esta cor vermelho-cobre foi passada para o seu filho mais velho, Maedhros, e para os seus filhos mais novos, Amrod e Amras. Não a consideravam a mais bonita do seu povo.
Com o epíteto de Sábia, ela era forte, livre de espírito e cheia de sede por conhecer. Apesar de ter uma vontade forte, era mais paciente do que o seu marido. Procurava compreender as mentes dos outros em vez de as dominar.

## Etimologia
O nome Nerdanel é quenya, mas não lhe é dado nenhum significado claro nos escritos publicados de Tolkien. A versão original (e rejeitada) do seu nome era Istarnië.
O editor e linguista Patrick H. Wynne sugeriu que o elemento nerd- em Nerdanel derive talvez de nerdo ("homem grande e forte"), afirmando que o nome «pode referir-se à sua força de corpo e mente, e às suas buscas por ofícios mais comumente praticados por homens». Wynne também sugere que Istarnië deriva de quenya ista- ("saber"), aparentemente referindo-se ao seu "desejo de conhecimento".